# Мовлян Валентина Сергіївна
Валентина Сергіївна Мовлян (нар. 1947) — українська радянська діячка, шліфувальниця Красноріченського верстатобудівного заводу імені Фрунзе Кремінського району Луганської області. Депутат Верховної Ради УРСР 9-го скликання.

## Біографія
Освіта середня.
З 1963 року — шліфувальниця Красноріченського верстатобудівного заводу імені Фрунзе Кремінського району Луганської області.
Член КПРС з 1976 року.